# Gary Styczynski
Gary Styczynski (1965) è un giocatore di poker polacco con cittadinanza statunitense.

## Biografia
Styczynski ha vinto un braccialetto nelle World Series of Poker 2007 nel $1.500 Limit Holdem.
È sposato ed ha due bambini. Le sue vincite totali nei tornei live superano i $309.844.

## Braccialetti WSOP
| Anno | Torneo               | Premio   |
| ---- | -------------------- | -------- |
| 2007 | $1.500 Limit Hold'em | $280.715 |